# Jan de Rooy

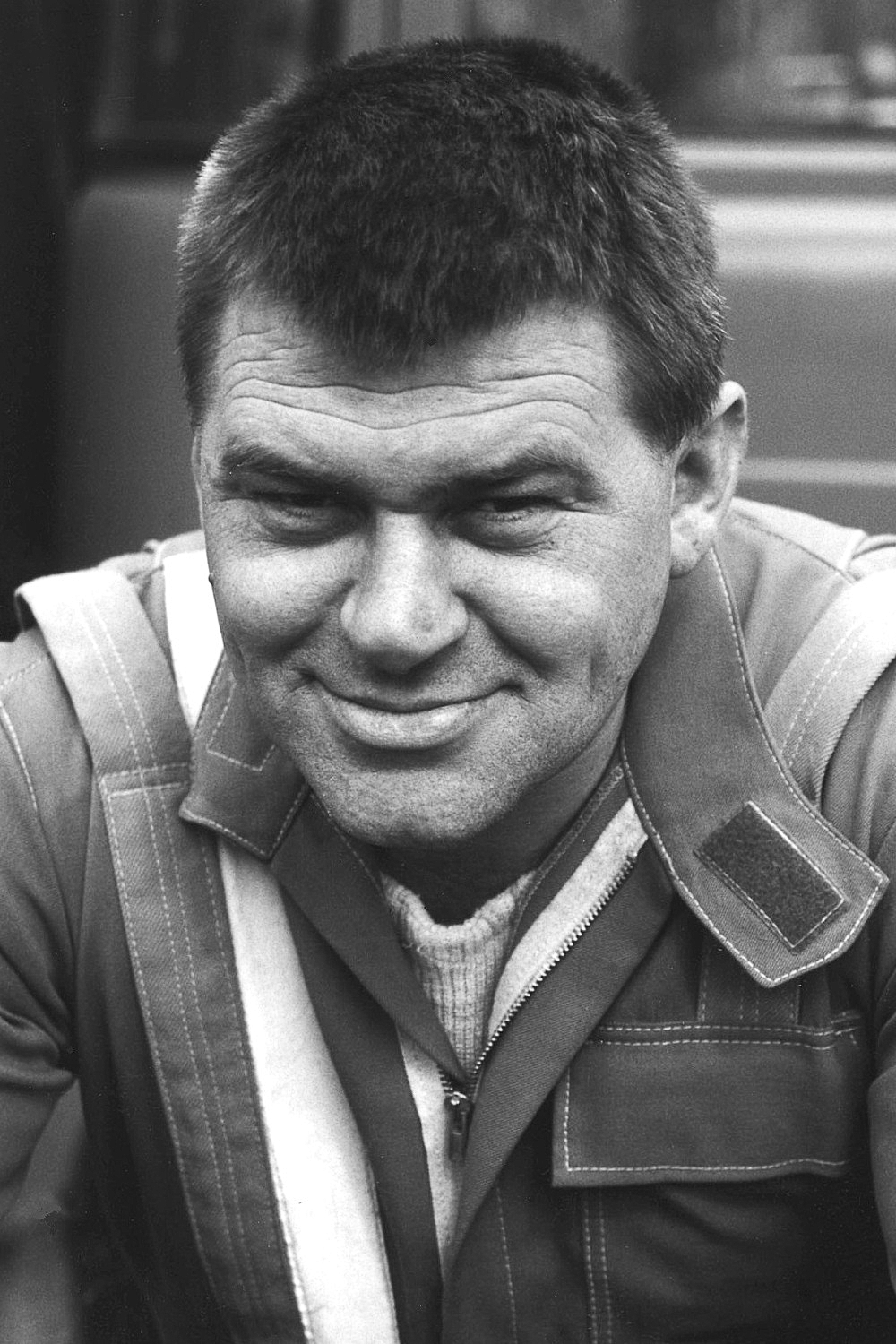
Jan de Rooy 1979

Johannes „Jan“ de Rooy (* 19. Februar 1943 in Eindhoven; † 30. Januar 2024 in Middelbeers, eigentlich de Rooij (siehe dazu ij)), war ein niederländischer Unternehmer und Rennfahrer. De Rooy wurde vor allem durch seine ungezählten Erfolge im Motorsport Rallycross bekannt und später durch seine zahlreichen Teilnahmen als tollkühner Truck-Pilot beim Africa Eco Race und der Rallye Dakar. Sein Spitzname in der Rallycross-Szene war „Ome Jan“ (deutsch „Onkel Jan“), bei der „Dakar“ wurde er „L’ours“ (deutsch „der Bär“) genannt. Nachdem de Rooy lange in Belgien gelebt hatte, wohnte er zuletzt in Middelbeers, einem Ortsteil von Oirschot. Er war verheiratet und hatte mit seiner am 22. Oktober 2010 verstorbenen Frau Annie zwei Töchter und einen Sohn, Gerard de Rooy, der ebenfalls an Marathon-Rallyes teilnimmt. Ein weiterer Rallye-Raid-Fahrer, Hans Stacey, ist ein Neffe von Jan de Rooy.

## Rallycross (1969–1982)
Nachdem Jan de Rooy schon im Alter von 16 Jahren erfolgreich an Motocross-Rennen teilgenommen hatte, begann er sich Ende der 1960er für Autorennen zu interessieren und entdeckte 1969 den im selben Jahr aus Großbritannien in die Niederlande „importierten“ Rennsport Rallycross für sich. Sein erstes Rennen dieser Disziplin bestritt er am 4. Oktober 1969 in Elst mit einem Mini Cooper. Dabei beeindruckte er die Vorstandsmitglieder der Zuid Nederlandse Autosport Vereniging (ZAV) mit seinen Fahrkünsten und seinem Draufgängertum so sehr, dass sie ihn noch vor Ort dazu überredeten, zukünftig unter ihrer Fahne an weiteren Rennen teilzunehmen. In seinen ersten Autosport-Jahren ging er ausschließlich mit den gerne als „Rentner- und Hausfrauen-Wägelchen“ verspotteten Autos der Marke DAF an den Start. Durch zahlreiche Erfolge trug er wesentlich dazu bei, dass die Fahrzeuge der niederländischen Firma zumindest im Motorsport viel Anerkennung fanden.
Zwischen 1970 und 1982 wurde Jan de Rooy zu einer niederländischen Rallycross-Legende, – aber auch, zusammen mit seinem gleichermaßen verwegenen und gnadenlosen Bruder Harry de Rooy, zum Alptraum der internationalen Rennfahrerkollegen. In kürzester Zeit war europaweit immer wieder von den „schrecklichen De-Rooy-Brüdern“ („The terrible De Rooy brothers“) die Rede. Dazu trug auch bei, dass ihre durch eine F3-Sportvariomatic allradangetriebenen DAF 555 Coupés (die dritte 5 stand für die Gruppe 5 laut Rennwagen-Reglement der FIA) mit über 200 PS starken Ford-BDA-Motoren Anfang der 1970er dermaßen überlegen waren, dass die de Rooys damit fast schon Kreise um ihre Gegner drehen konnten. Obwohl sie fast immer erst 5 oder 10 Sekunden nach ihren mit zweiradgetriebenen Autos fahrenden Konkurrenten starten durften, oder diese sogenannte „4x4-Zeitstrafe“ (4WD penalty) auf ihre gefahrene Zeit aufgeschlagen wurde, gewannen sie fast jedes der bestrittenen Rennen, wobei Jan zumeist etwas erfolgreicher als der ältere Harry war. Für 1973 und 1974 mussten die de Rooys ihre DAF-Rennwagen von Allradantrieb auf Heckantrieb umstellen, weil ein neues Reglement alle 4x4-Autos aus dem Rallycross-Sport verbannte. Nach seinen Jahren mit DAF fuhr Jan de Rooy 1978 ohne nennenswerte Erfolge einen Toyota Corolla, 1979 und 1980 erfolgreich einen Ford Escort RS1800 sowie 1982 einen Audi quattro im Rallycross, bevor er sich Ende 1982 ganz aus diesem Motorsport zurückzog.

### Jan de Rooys Rallycross-Erfolge
- 1970: Nationaler und Internationaler Niederländischer Rallycross-Meister mit DAF 55
- 1971: Nat. und Int. Niederländischer Rallycross-Meister mit DAF 555 Coupé 4x4 (Gordini- und Ford-TwinCam-Motor)
- 1972: Int. Niederländischer Rallycross-Meister mit DAF 555 Coupé 4x4 (Ford-BDA-Motor)
- 1973: Int. Niederländischer Rallycross-Meister mit DAF 55 Coupé (Ford-BDA-Motor)
- 1973: 4. der FIA-Rallycross-Europameisterschaft (Gesamtergebnis) mit DAF 55 Coupé (Ford-BDA-Motor)
- 1974: 5. der FIA-Rallycross-Europameisterschaft (Gesamtergebnis) mit DAF 55 Coupé und DAF 66M (jeweils mit Ford-BDA-Motor)
- 1979: Int. Niederländischer Rallycross-Meister mit Ford Escort RS1800
- 1979: 2. der FIA-Rallycross-Europameisterschaft (Tourenwagen-Kategorie) mit Ford Escort RS1800
- 1980: Nat. Niederländischer Rallycross-Cup-Gewinner (für Fahrer mit internationaler Lizenz) mit Ford Escort RS1800
- 1982: 3. der FIA-Rallycross-Europameisterschaft (Division 2) mit Audi quattro

## Paris-Dakar (1982–1988)

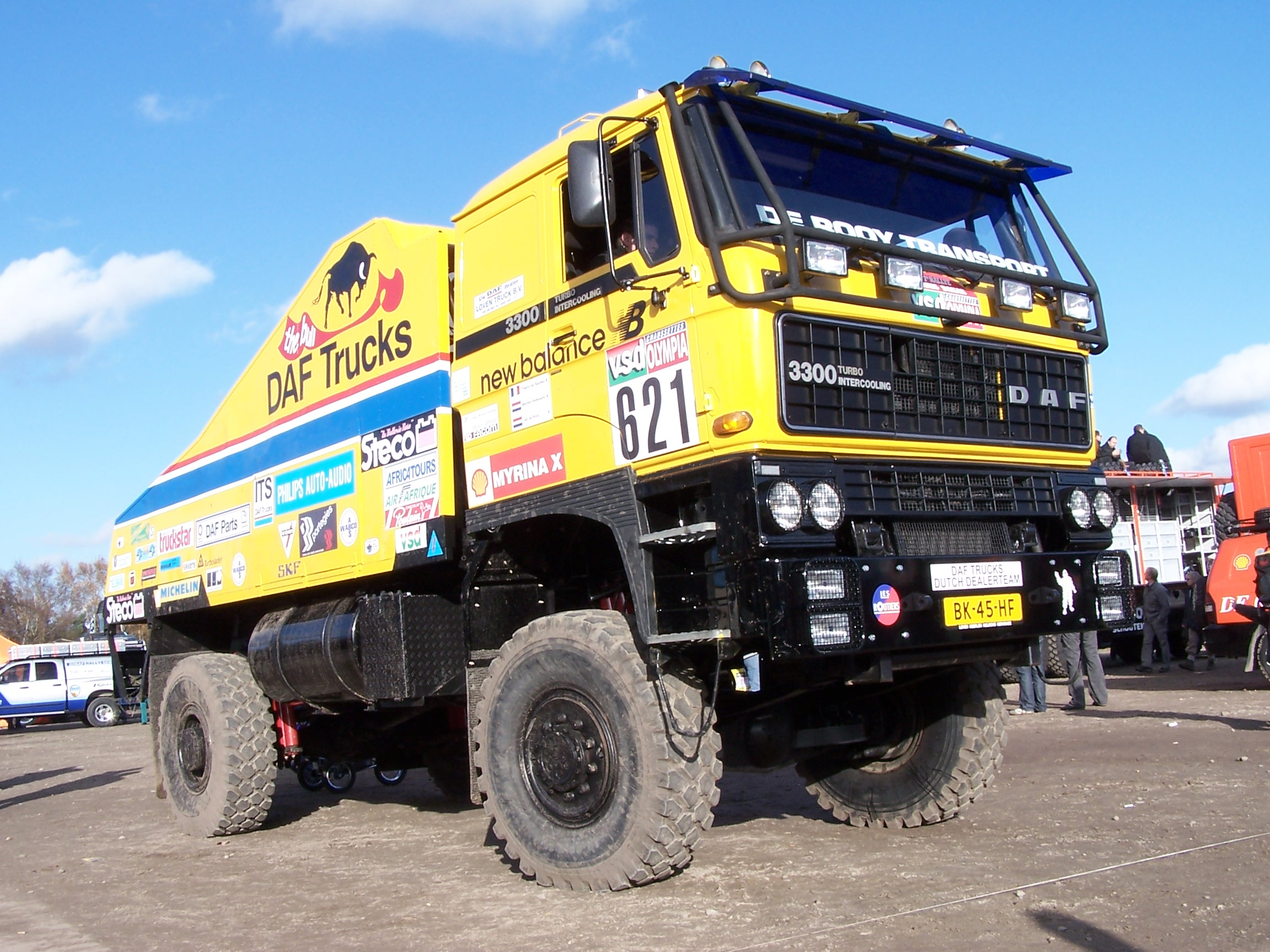
DAF 3300 The Bull (Dakar 1985) von Jan de Rooy

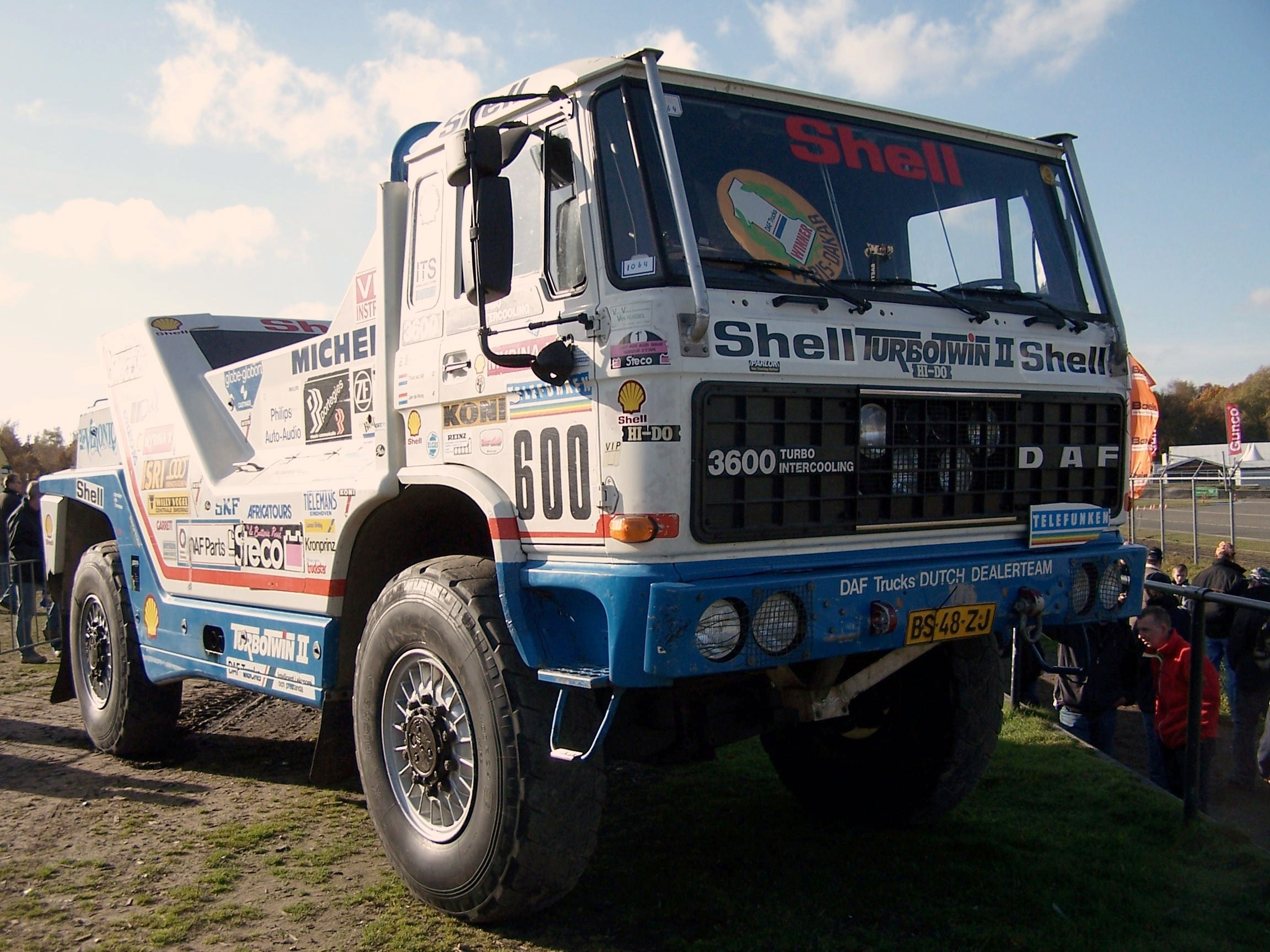
Der DAF TurboTwin von 1986

Ab 1982 nahm Jan de Rooy am Wüstenrennen Paris-Dakar teil. Im Jahre 1984 ging der Niederländer mit einem Truck mit doppelter Fahrerkabine an den Start, wobei pro Kabine ein Motor zur Verfügung stand. Einer davon trieb die Vorder- und der andere die Hinterräder an. De Rooy fiel zwar vorzeitig aus, konnte aber eindrücklich unter Beweis stellen, dass er und DAF zukünftig Siegeslorbeeren zu ernten gedachten.
1986 kam de Rooy mit dem ersten sogenannten TurboTwin nach Afrika. Darin standen ihm nicht nur zwei Motoren zur Verfügung, durch Turbolader wurde deren Leistung auch noch erheblich gesteigert. Es sah ganz danach aus, als ob der DAF-Pilot die „Dakar“ gewinnen könnte, doch wurde er noch kurz vor dem Ziel von der Rennleitung disqualifiziert. Im Jahr darauf war de Rooy nicht mehr zu stoppen und am Ende konnte er sich den Sieg der Truck-Kategorie an die Fahnen heften.
Nachdem DAF 1987 den Sieg bei den Trucks errungen hatte, wollten die Niederländer noch höher hinaus und bereiteten sich darauf vor, vielleicht sogar den Gesamtsieg bei der Rallye Paris-Dakar erobern zu können. Für 1988 wurden zwei brandneue TurboTwins aufgebaut, der X1 und der X2. Beide Achsen hatten einen eigenen Motor mit gut 600 PS, wodurch de Rooy und seinem Teamkollegen Theo van de Rijt jeweils 1200 PS an Leistung zur Verfügung standen und die Trucks eine Höchstgeschwindigkeit von weit über 200 km/h erreichen konnten. Jan de Rooy war mehrfach in der Lage, selbst die schnellsten Rennwagen zu überholen. Die Fernsehbilder seines spektakulären Zweikampfes mit dem finnischen Peugeot-Werksfahrer Ari Vatanen im Peugeot 405 bei rund 200 km/h im Wüstensand der Ténéré gingen um die Welt. Während sich de Rooy zeitweilig auf dem dritten Rang des Gesamtklassements behaupten konnte, hatte die Besatzung des zweiten TurboTwin bei hoher Geschwindigkeit einen fatalen Unfall, dem Van-de-Rijt-Kopilot Kees van Loevezijn zum Opfer fiel. Unmittelbar nach dessen Tod zog sich das DAF-Werk zuerst aus dem Wettbewerb und danach aus dem Rallye-Raid-Sport zurück, während de Rooy seine Karriere beendete.

## Rallye Dakar und Africa Eco Race (ab 2002)

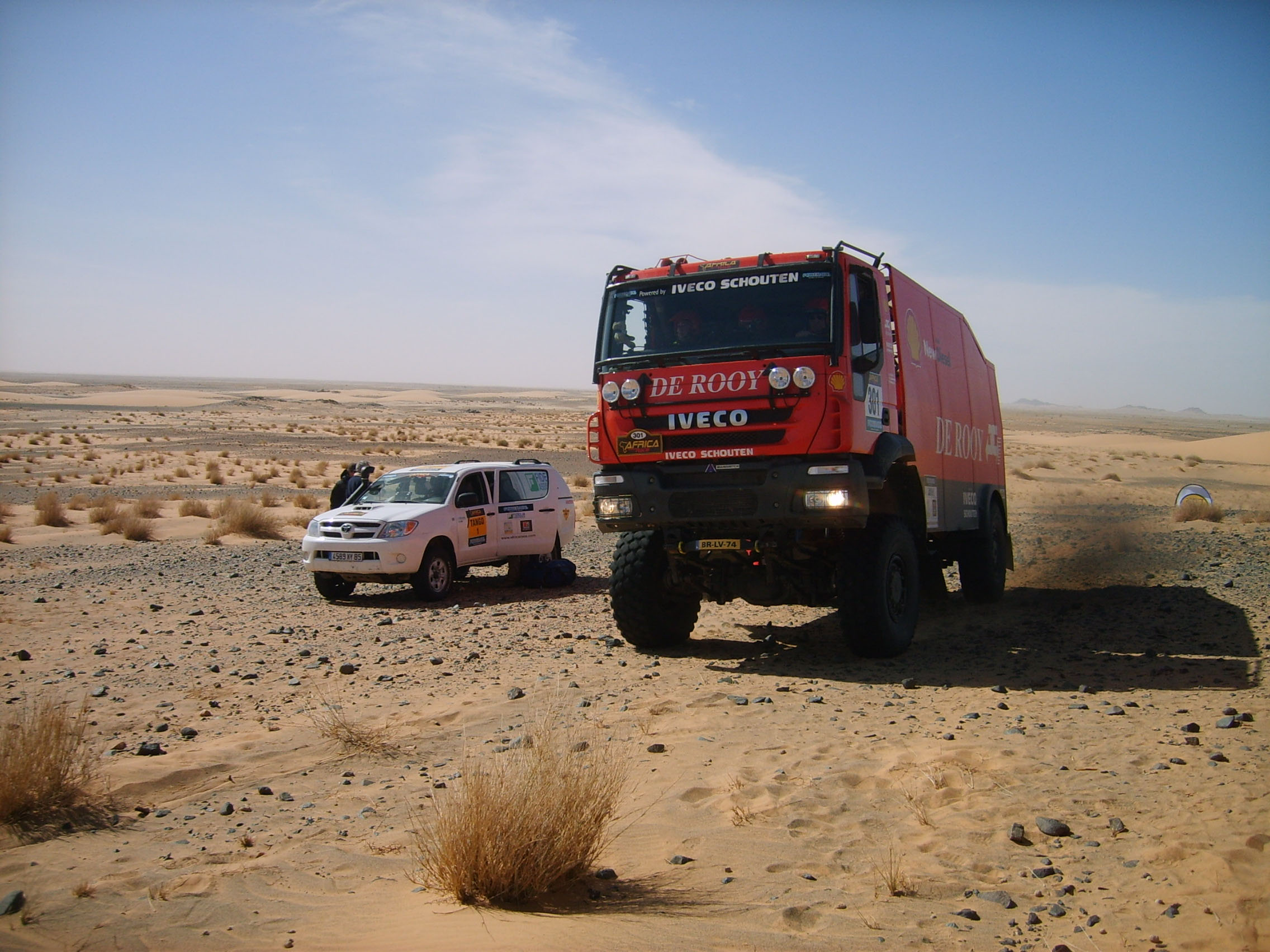
Jan de Rooy beim Africa Eco Race 2009

Nach einer 13-jährigen Rennsport-Abstinenz und fortwährender Aufforderungen seines Sohnes Gerard de Rooy, es doch endlich wieder einmal zu versuchen, entschloss sich Jan de Rooy 2001, seinem alten Hobby „im Sandkasten spielen zu gehen“, wie er es selbst gerne nennt, erneut zu frönen. Seit 2002 nehmen Vater und Sohn gemeinsam, inzwischen allerdings als Fahrer verschiedener Trucks, an der „Dakar“ teil. Für die Rallye Dakar 2006 wurden beide nicht zum Start zugelassen, weil es Probleme mit der FIA-Homologation ihrer DAF-Trucks gab. Um ein gleichartiges Fiasko zu vermeiden, gingen sie 2007 mit Trucks der niederländischen Marke GINAF ins Rennen, fielen aber beide nach technischen Problemen frühzeitig aus. Auch für die 2008er-Auflage der „Dakar“ bauten Vater und Sohn de Rooy erneut GINAF-Trucks auf, die diesmal jedoch mit Iveco-Schouten-Motoren statt DAF-Triebwerken ausgerüstet sind. Die Firma GINAF in Veenendaal baut in Eigenregie mit diversen DAF-Komponenten u. a. allradangetriebene Trucks und sonstige Spezialfahrzeuge. Ab 2009 wechselte Jan de Rooy von der Rallye Dakar zum Africa Eco Race und gewann dort 2009 die LKW-Wertung.

## Die Dakar-Trucks des Jan de Rooy
- 1982: DAF NTT2800
- 1983: DAF FA3300 4×4 „De Koffer“

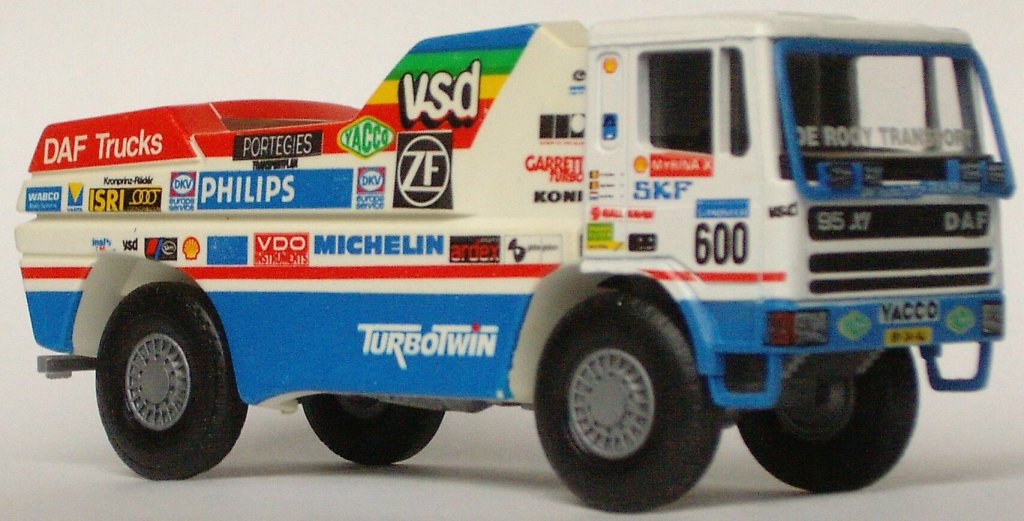
Der 1200 PS starke DAF X1 TurboTwin von 1988 als Modellauto

- 1984: DAF F3300 4×4 (mit doppelter Fahrerkabine)
- 1985: DAF F3300 4×4 „The Bull“
- 1986: DAF FAV 3600 4×4 TurboTwin
- 1987: DAF FAV 3600 4×4 TurboTwin II
- 1988: DAF 95 4×4 TurboTwin X1
- 1989–2001: keine Dakar-Teilnahme
- 2002: DAF FAV CF85 4×4
- 2003: DAF FAV CF85 4×4
- 2004: DAF FAV CF75 4×4
- 2005: DAF FAV CF75 4x4
- 2006: DAF FAV CF75 4x4
- 2007: GINAF X 2222
- 2008: GINAF X 2223

## Der Transportunternehmer Jan de Rooy
Beruflich war Jan de Rooy seit Mitte der 1960er Eigner und Leiter einer europaweit operierenden Spedition, deren Vorläufer 1923 von seinem Vater Graat de Rooy gegründet wurde und heute unter dem Firmennamen „G.M. De Rooy & Zonen“ als eines der größten Transportunternehmen der Niederlande in Son en Breugel etabliert ist. Seine Firma hat laut eigenen Aussagen über 450 Spezialfahrzeuge im täglichen Einsatz, viele davon als Neuwagen-Transporter für Automobilhersteller und Pkw-Importeure, die jährlich u. a. über 400.000 Fahrzeuge durch ganz Europa transportieren. Anderen Quellen zufolge hat de Rooys Betrieb 600–650 Fahrzeuge im Bestand sowie über 1100 Mitarbeiter und erzielte im Jahr 2001 einen Jahresumsatz von 80 Millionen Euro. Sohn Gerard übernahm sukzessive die Aufgaben seines Vaters sowie die Firmenleitung. Jans Bruder Harry de Rooy (manchmal aber auch Harry de Rooĳ, Harrie de Rooy oder Harrie de Rooĳ geschrieben) ist gleichfalls Transportunternehmer (die Brüder trennten sich Mitte der 1990er-Jahre geschäftlich) und seine ebenfalls sehr große Spedition firmiert unter dem Namen „De Rooy Logistics“ in Geldrop.